# Horváth Zsolt (labdarúgó)
Horváth Zsolt dr. (Pécs, 1988. május 19. –) magyar labdarúgó, csatár, civil életben jogász, játékosügynök.

## Pályafutása
Horváth Zsolt Pécsett kezdte pályafutását és itt mutatkozott be a felnőttek között is. Első mérkőzését a magyar első osztályban 2006. február 25-én játszotta a Kaposvári Rákóczi FC ellen.
Szülővárosának csapatával NB II-es bajnoki címet nyert a 2010–11-es idény végén. A 2011–2012-es szezonban stabil kezdőjátékossá vált a PMFC-ben, 26 bajnokin hat gólt és három gólpasszt jegyzett.
A következő éve viszont nem sikerült jól, alig játszott, összesen kilenc bajnokin lépett pályára csapatában.
2013 júniusában az MTK Budapest FC szerződtette. Egy Siófok elleni felkészülési mérkőzésen eltört a lábfeje, ezért több hónapos kihagyásra kényszerült. Első fővárosi szezonjában 15 mérkőzésen három gólt szerzett, a 2014–2015-ös bajnokságban 28 mérkőzésen négyszer volt eredményes.
2015 nyarán a Debreceni VSC-hez szerződött. A hajdúságiaknál töltött két idényében egyaránt 18 bajnoki jutott szerephez, ezeken nyolc gólt ért el.
2017 februárjában bejelentette, hogy egy bakteriális fertőzés miatt műteni kell. Nem sokkal később kiderült, hogy ennél komolyabb a baj, sikeres szívműtéten esett át, azonban orvosi tanácsra a profi labdarúgással fel kellett hagynia.
Jogász végzettséggel rendelkezik.
Visszavonulása után az M4 Sport televíziós adónál lett szakkommentátor.

## Statisztika

### Klub
2016. december 10-én frissítve
| Klub             | Szezon           | Osztály          | Bajnokság     | Bajnokság | Kupa          | Kupa  | Ligakupa      | Ligakupa | Nemzetközi    | Nemzetközi | Egyéb         | Egyéb | Összesen      | Összesen |
| Klub             | Szezon           | Osztály          | Pályára lépés | Gólok     | Pályára lépés | Gólok | Pályára lépés | Gólok    | Pályára lépés | Gólok      | Pályára lépés | Gólok | Pályára lépés | Gólok    |
| ---------------- | ---------------- | ---------------- | ------------- | --------- | ------------- | ----- | ------------- | -------- | ------------- | ---------- | ------------- | ----- | ------------- | -------- |
| Pécs             | 2006–07          | NB I             | 3             | 0         | 1             | 0     | –             | –        | –             | –          | –             | –     | 4             | 0        |
| Pécs             | 2007–08          | NB II            | 23            | 3         | 1             | 1     | –             | –        | –             | –          | –             | –     | 24            | 4        |
| Pécs             | 2008–09          | NB II            | 22            | 6         | 1             | 0     | 13            | 10       | –             | –          | –             | –     | 36            | 16       |
| Pécs             | 2009–10          | NB II            | 18            | 5         | 3             | 3     | –             | –        | –             | –          | –             | –     | 21            | 8        |
| Pécs             | 2010–11          | NB II            | 12            | 2         | 0             | 0     | –             | –        | –             | –          | –             | –     | 12            | 2        |
| Pécs             | 2011–12          | NB I             | 26            | 6         | 2             | 0     | 3             | 1        | –             | –          | –             | –     | 31            | 7        |
| Pécs             | 2012–13          | NB I             | 9             | 0         | 0             | 0     | 4             | 1        | –             | –          | –             | –     | 13            | 1        |
| Pécs             | Total            | Total            | 113           | 22        | 8             | 4     | 20            | 12       | –             | –          | –             | –     | 141           | 38       |
| MTK Budapest     | 2013–14          | NB I             | 15            | 3         | 6             | 1     | 1             | 1        | –             | –          | –             | –     | 22            | 5        |
| MTK Budapest     | 2014–15          | NB I             | 28            | 4         | 4             | 4     | 7             | 2        | –             | –          | –             | –     | 39            | 10       |
| MTK Budapest     | Total            | Total            | 43            | 7         | 10            | 5     | 8             | 3        | –             | –          | –             | –     | 61            | 15       |
| Debreceni VSC    | 2015–16          | NB I             | 18            | 6         | 7             | 1     | –             | –        | 4             | 0          | –             | –     | 29            | 7        |
| Debreceni VSC    | 2016–17          | NB I             | 18            | 2         | 1             | 0     | –             | –        | 1             | 0          | –             | –     | 13            | 2        |
| Debreceni VSC    | Total            | Total            | 36            | 8         | 8             | 1     | –             | –        | 5             | 0          | –             | –     | 42            | 9        |
| Karrier összesen | Karrier összesen | Karrier összesen | 192           | 37        | 26            | 10    | 28            | 15       | 5             | 0          | –             | –     | 251           | 62       |

## Sikerei, díjai
Pécsi Mecsek FC
- NB II-es bajnok: 2010–11

MTK Budapest FC
- NB I bronzérmes: 2014–15

Debreceni VSC
- NB I bronzérmes: 2015–16